# Aconitum fischeri
Aconitum fischeri är en ranunkelväxtart som beskrevs av Ludwig Reichenbach.
Aconitum fischeri ingår i släktet stormhattar och familjen ranunkelväxter. Utöver nominatformen finns också underarten Aconitum fischeri arcuatum.